# منتخب مقدونيا لهوكي الجليد للرجال
منتخب مقدونيا الوطني لهوكي الجليد للرجال  هو ممثل مقدونيا الشمالية  الرسمي في المنافسات الدولية في هوكي الجليد .